# Банк ділового розвитку Канади

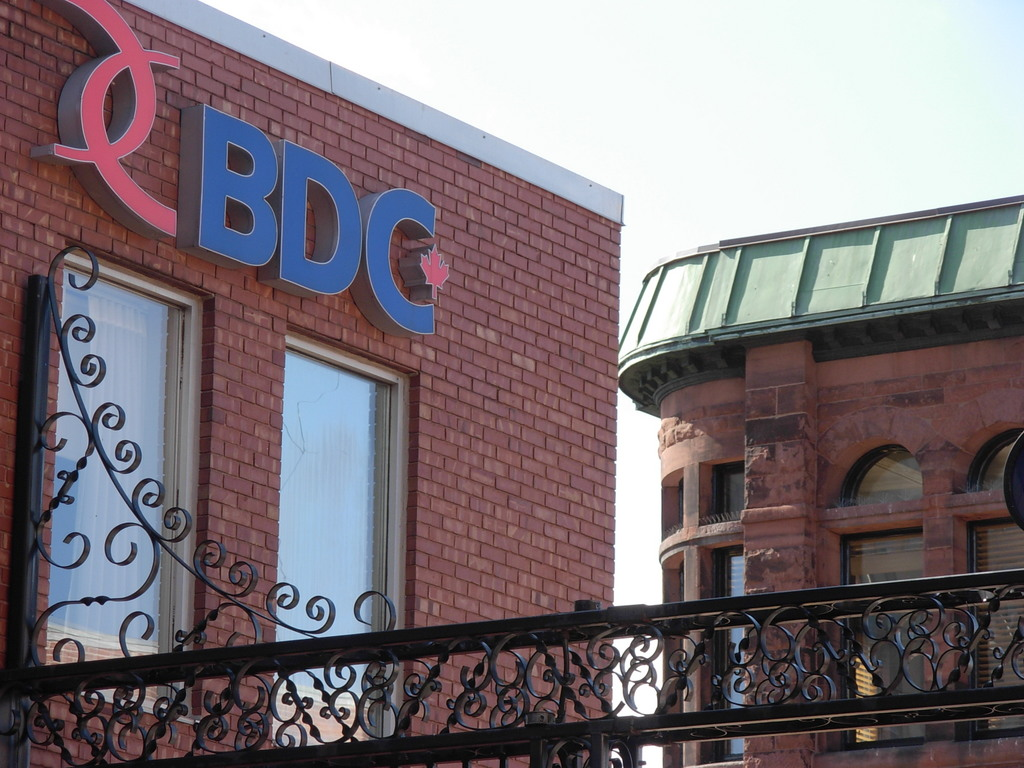
Будівля банку у м. Монктон, провінція Нью-Брансуєк

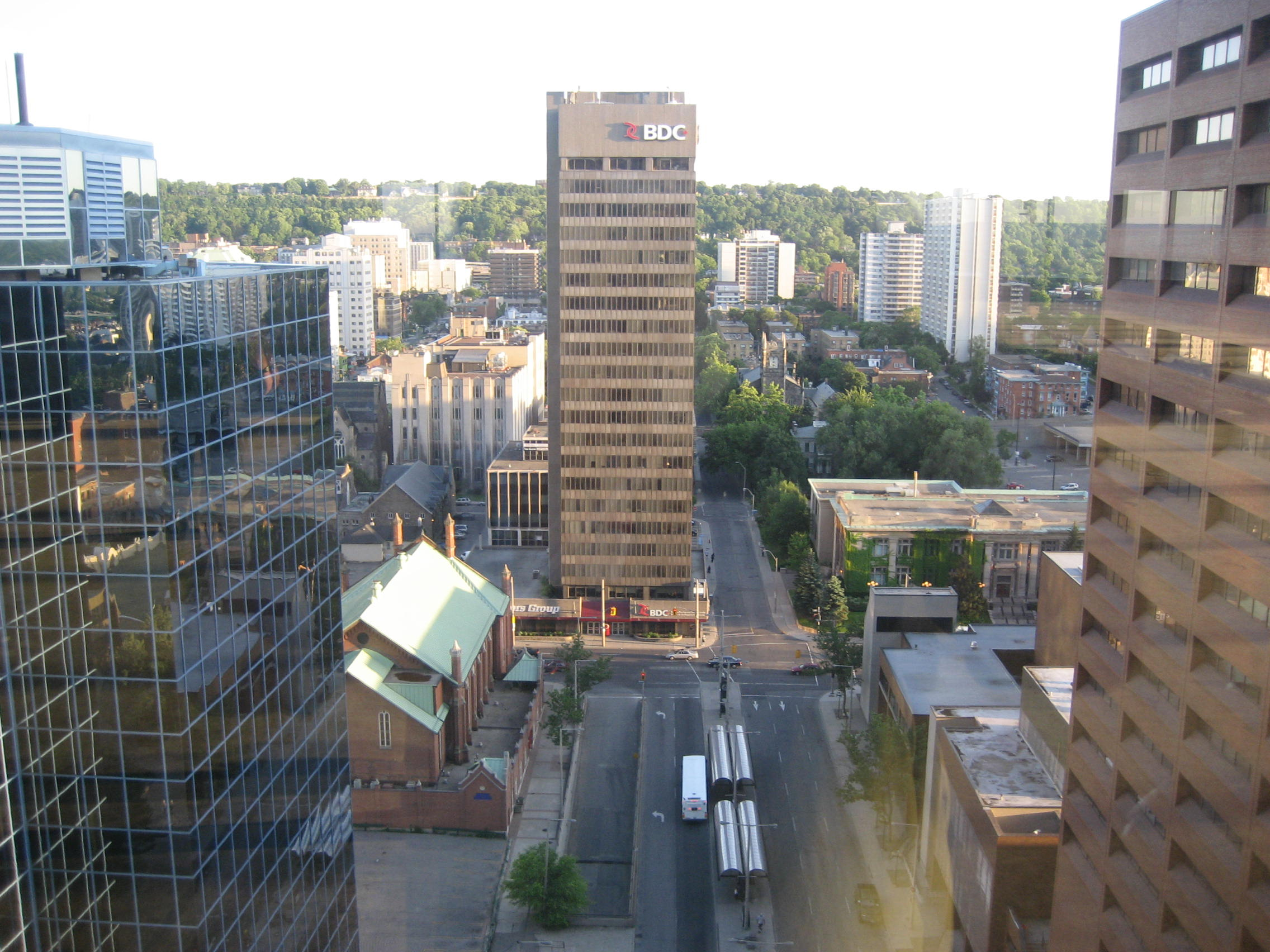
Вежа Стелко (Stelco Tower) - будівля банку у м. Стелько Гамільтон, провінція Онтаріо

Банк (ділового) розвитку Канади (англ. Business Development Bank of Canada (BDC), фр. Banque de développement du Canada) — канадська федеральна коронна корпорація. Являє собою фінансову установу, яка перебуває у 100% власності уряду Канади.
Відіграє провідну роль у наданні фінансових та консультаційних послуг канадським малим підприємствам, з особливим упором на технології та експорт.
Боргові облігації Банку ділового розвитку, забезпечені Урядом Канади, випускаються для установ як громадського, і приватного сектора.
У жовтні 2008 включений до списку "100 найкращих роботодавців Канади", який веде корпорація Mediacorp Canada Inc., що було відзначено публікацією в журналі Maclean's.

## Історія
Засновано в 1944 під назвою Банк промислового розвитку, англ. Industrial Development Bank, IDB:
У 1952-1964 - зміни до Закону про Банк промислового розвитку 1944.
У 1964-1974 — диверсифікація послуг: консультування, навчання та планування для власників малих підприємств.
У 1975 замість Банку промислового розвитку створюється Банк ділового розвитку Канади.
У 1983 відкривається підрозділ інвестицій (Investment Banking Division).
У 1995 — зміни та доповнення до Закону про Банк ділового розвитку Канади.